# Saint-Estèphe, Gironde
Saint-Estèphe är en kommun i departementet Gironde i regionen Nouvelle-Aquitaine i sydvästra Frankrike. Kommunen ligger i kantonen Pauillac som tillhör arrondissementet Lesparre-Médoc. År 2022 hade Saint-Estèphe 1 629 invånare.

## Befolkningsutveckling
Antalet invånare i kommunen Saint-Estèphe
Referens:INSEE